# Сандерс, Томас (певец)
 Томас Сандерс  — американский певец, актёр, сценарист и популярная интернет-личность, известный своими вайнами и YouTube видео. Свои вайны он начал публиковать с апреля 2013 и до того, как социальная сеть Vine была закрыта Твиттером в январе 2017. После закрытия Vine, он продолжил делать видео, длинного формата для ютьюба и короткие, в стиле Vine для Instagram, Twitter, Snapchat и musical.ly . Его работы в основном состоят из скетчей, пранков, историй, песен и социальных экспериментов.
- Сандерс также известен серией вайнов Nurrating People s Lives, также известная как Storytime, и серий Ютуб видео Sanders Sides.

Он сумел собрать свыше 7,4 миллиардов просмотров и 8,3 миллиона подписчиков в Vine, что сделало его карьеру одной из самых успешных в короткой истории существования социальной сети. В YouTube на Июнь 2018 у него 2,6 миллиона подписчиков. Сандерс выиграл две премии Shorty Awards и одну Steamy Award, как лучший вайнер и лучший комедиант на YouTube, также был номинирован на Teen Choice Awards как «выбранный вайнер» среди других кандидатов.
- В качестве музыкального исполнителя, Сандерс опубликовал один альбом в 2013 году, ещё один в 2016 году, и несколько синглов в 2017 и 2018 годах. У него была карьера в музыкальном театре в его родной Флориде ещё когда он был подростком, он снимался в главных ролях таких региональных шоу как «Into the woods», «Singin in the rain», «Anything Goes», «The Produsers», «Les Miserables», «Heathers: The Musical» и многих других, играл в главной роли в туре в 17 городах США и Канады со своим собственным мьюзиклом, «Ultimate Storytime», который основывается на его серии вайнов. В 2017 был гостем в шоу Канала Disney «Bizaardvark» и соорганизатором специального шоу Диснея «Walk the Prank».

## Личная жизнь
Томас Сандерс родился и вырос в Гансвелле, Флорида, и до сих пор живёт там. Несмотря на то, что он не сильно распространяется о своей семье и личной жизни, он не скрывает свою гордость от Ирландского католического наследия. У Сандерса есть младший брат по имени Шеа, и два старших Патрик и Кристиан. Томас на два года старше Шеа, и на восемь лет младше своих старших братьев. Он начал интересоваться театром и пением, ещё когда был в младшей школе, там же он начал принимать участие в школьных постановках и петь в нескольких хорах. Позже Сандерс совмещал своё обучение в Университете Флориды (University of Florida),Который расположен в его родном городе, с Театром. Когда он выпустился со степенью бакалавра наук в области химической инженерии он стал объединять дневную работу в инженерной компании с его ночной работой в театре, до того времени, когда его оглушительный успех на Vine нет заставил его покинуть первую работу и сосредоточить своё внимание на вайнах и театре.
После нескольких лет сплетен фанатов о его сексуальной ориентации, которая во время его популярности в вайне никак не прослеживалась в его работах, 12 июня 2017 года Сандерс признался в том, что он гей и заверил, что каждый раз когда он изображал натуральные, отношения геев или бисексуальные отношения в своих видео он всего лишь играл роль. Сандерс сказал, что несмотря на то, что он скрывал свою ориентацию он не думает что нужно было открыть её раньше, ведь она никак не отражалась на его творчестве. Несмотря на это он всегда честно отвечал на вопросы об ориентации если кто-нибудь напрямую спрашивал о ней. Также он сказал, что Ютуб дал ему больше свободы в плане выхода из своего персонажа и помог говорить ему честнее о самом себе. После признания в том, что он гей многие фанаты продолжили обсуждать его теоретическую бисексуальность, поэтому ему пришлось ещё несколько раз признаваться в том что каждый раз, когда он показывает в своих видео отношения геев, гетеросексуальные отношение, бисексуальные отношения, он всего-лишь играет роль.

## Карьера
Томас Сандерс дебютировал в Vine как «Foster_Dawg», названный именем своей первой собаки, Foster, 14 апреля 2013, когда его друг которого звали Антонио показал ему приложение Вайн. Вдохновившись Стивом Грифином из Family Guy, он создал свой первый Вайн, который стал вирусным, что впоследствии привело к дальнейшему успеху в приложении. Позже он переименовал свой канал в «Thomas Sanders». Его канал собрал 1 миллион подписчиков в Вайне в октябре 2013. Но его самый большой успех на Вайне стал Narrating peoples Lives series, так же известная как Storytime, в которой он подходил к произвольным людям, говорил смешные вещи которые они должны делать и показывал из реакцию. Другие серии видео на вайн назывались: Disney Pranks with Friends, Pokemon Pranks, Misleading Compliments, Musicals in real life и Shotout Sunday, также были многие другие.
В апреле 2015 Вайн аккаунт сандерса набрал свыше 5 миллионов подписчиков, что сделало его 17-м по подписчикам во всей соц. сети.
24 февраля 2015, Сандерс появился как гость на «The View», это мероприятие собирающие популярный личностей социальной сети Вайн.
Когда твиттер официально заявил, что закроет Вайн до конца 2016 года, Сандерс Сказал что будет делать свои видео до последнего дня существования приложения.
После окончания работы Вайн, что случилось в Январе 2017, Сандерс продолжил делать короткие видео в Вайн формате для Инстаграма, Твиттера и Снепчата,
которые после января 2017 стали называться Sanders Shorts или Короткие видео Сандерса. В инстаграме призвал своих поклонников, которые называли
себя «Fanders» (Мэшап слова Fan-фанат и фамилии Sanders), нарисовать арты о нём или его работах и отправить ему, выбирая самые лучшие он выкладывает подборки каждую Пятницу
под названием «FanArtFriday» (Пятница Фан Артов), а если по каким-то причинам он не смог собрать и выложить подборку в пятницу у него есть альтернативные хештеги «SuperArtSaturday» и «SupremeArtSunday»,
под которыми он выкладывает подборки каждое воскресенье или субботу.
Сандерс снимал совместные видео с такими вайнерами, как Vincent Marcus, Brendon Calvillo и Amymarie Gaertner,
и появился в вайнах Sean Bean, Nicolle Wallace, Stacy London, Nick Pitera, Brizzy Voices, Gabbie Hanna, Tara Strong, E.G. Daily, Dan and Phil, Adam Paskal,
и знаменитых актёров из Hamilton, Teen Titans Go!, Steven Universe и многих других.
В его Вайнах также появлялись часто его друзья, иногда кто-то из членов его семьи или люди которые играл с ним в театре, как Leo the Giant, Taylor Shrum, Brittney Kelly, Michael Tremaine, Jonah Stokes,
Terrence Williams Jr., Nikole Visco, Sami Greshman, Dominic Goldberg, Valerie Torres, That Kenny Guy, Talyn, Susan Shrum, Claudia Garcia, и многие другие